# Fumarazidurie
Die Fumarazidurie ist eine sehr seltene angeborene Stoffwechselstörung mit einem Mangel am Enzym Fumarat-Hydratase, der zum Anreicherung von Fumarsäure im Urin und einem Mangel an Malaten führt, einem wesentlichen Zwischenprodukt im Citratzyklus. Leitsymptome sind Fehlbildungen des Gehirns, Gesichtsauffälligkeiten und Epilepsie.
Synonyme sind: Fumarase-Mangel; Fumarasemangel; englisch Fumarate Hydratase Deficiency; Fumarase Deficiency; Fumaric Aciduria
Die Erstbeschreibung stammt aus dem Jahre 1983 durch den kanadischen Arzt Donald T. Whelan und Mitarbeiter. die Zuordnung zum Enzymdefekt erfolgte 1986 durch Arthur B. Zinn und Mitarbeiter.

## Verbreitung
Die Häufigkeit wird mit unter 1 zu 1.000.000 angegeben, bislang wurde über etwa 100 Betroffene berichtet. Die Vererbung erfolgt autosomal-rezessiv.

## Ursache
Der Erkrankung liegen Mutationen im FH-Gen auf Chromosom 1 Genort q43 zugrunde, welches für die Fumarat-Hydratase kodiert. Ist die Gendeletion vollständig, verläuft die Erkrankung letal.
Mutationen in diesem Gen liegen auch dem Reed-Syndrom zugrunde.

## Klinische Erscheinungen
Klinische Kriterien sind:
- Manifestation bereits im frühen Kindesalter
- Muskelhypotonie
- Psychomotorische Retardierung
- Krampfanfälle
- Ateminsuffizienz
- Probleme bei der Nahrungsaufnahme
- Hirnfehlbildungen wie Balkenmangel, Mikrozephalie, Polymikrogyrie
- Gyrierungsstörung
- vergrößerte Hirnventrikel
- Gesichtsauffälligkeiten

Es besteht ein erhöhtes Risiko für bestimmte Tumoren, insbesondere Leiomyomatosen.

## Diagnose
Bereits vorgeburtlich finden sich bei etwa einem Drittel Polyhydramnion, intrauterine Wachstumsverzögerung und Frühgeburt. Im Feinultraschall können vergrößerte Liquorräume und andere Hirnanomalien erfasst werden.
Die Diagnose ergibt sich aus der Kombination klinischer Befunde und kann durch humangenetische Untersuchung gesichert werden.
Im Urin kann eine vermehrte Ausscheidung von Fumarsäure nachgewiesen werden, oft auch von Bernsteinsäure und α-Ketoglutarsäure. Im Blut findet sich häufig eine Laktatazidämie und eine Hyperammonämie.
Messung der Fumarat-Hydratase-Aktivität in Leukozyten oder Fibroblasten bestätigt die Diagnose.
Im MRT können verschiedene Auffälligkeiten erfasst werden wie Hirnatrophie, vergrößerte Hirnventrikel und äußere Liquorräume, eine verzögerte Myelinisierung und ein auffallend kleiner Hirnstamm.

## Differentialdiagnostik
Abzugrenzen sind die Polymikrogyrie und das Leigh-Syndrom.

## Therapie
Eine ursächliche Behandlung ist nicht bekannt. Eine ketogene Diät ist zu vermeiden. Überlebende Betroffene sollten regelmäßig auf Tumoren untersucht werden.

## Prognose
Betroffene mit vollständig fehlender Enzymaktivität versterben noch als Kind. Je nach Restaktivität des Enzymes bestehen unterschiedlich ausgeprägte Beeinträchtigungen mit entsprechend längerer Überlebenszeit.